# Фердинанд Гізе
Йо́ганн Емануї́л Фердина́нд Гі́зе (нім. Johann Emanuel Ferdinand Giese, 13 (24) січня 1781 Шаумбург — 22 травня (3 червня) 1821, Мітава) — російський хімік, фармацевт, дослідник мінеральних вод. Викладач Харківського і Дерптського університетів.

## Біографія
Фердинанд Гізе народився 24 січня 1781 року у пруському місті Шаумбург, поблизу Кюстріна. Закінчивши навчання у місцевій гімназії, він переїхав до Берліна, де влаштувався для подальшого вивчення хімії до фармацевтичної лабораторії. У 1802 році він розпочав роботу на хімічній фабриці в Аугсбурзі, однак того ж року переїжджає до Відня, де за рекомендацією А. Шерера обіймає посаду чиновника в аптеці імператора. Наприкінці 1803 року Гізе отримує пропозицію стати ад'юнкт-професором хімії у Харківському університеті, що тільки готувався до відкриття.
З 18 січня 1804 року він розпочав свою викладацьку діяльність у Харкові, яка тривала до 4 листопада 1814 року, коли його було призначено ординарним професором на кафедру хімії та фармації Дерптського університету (нині Тартуський).
У 1821 році Гізе вирушив на лікування за кордон, однак дорогою помер — 3 червня 1821 року у Мітаві (Єлгаві).

## Наукова діяльність
Перша наукова робота Гізе була присвячена дослідженню бензойної кислоти у кінській сечі («Ueber die Benzoesäure im Pferdeharne») і надрукована у журналі «Scherer's Journal der Chemie» в 1801 році. До 1804 року він видав ще кілька статей з фармації, зокрема «Von den cliemischen Processen, den dabei sich dar-bietenden Erscheinungen, nebst Darstellung der sie bewirkenden Mittel und Ursachen», за яку здобув ступінь доктора філософії.
Разом з Йоганом Шнаубертом Гізе був у числі перших хіміків Харківського університету. Свою діяльність він зосередив на дослідженні мінеральних вод Харківської та сусідніх губерній, оскільки в цьому були зацікавлені поміщики. Пізніше досліджував склад залізних руд, кам'яного вугілля, торфу, вапняку. Разом із Шнаубертом також вивчав метеорит, що впав у 1787 році поблизу Жигайлівки Охтирського повіту.
За час роботи в Харкові Гізе видав ряд книг німецькою мовою, зокрема «Керівництво з фармації» у чотирьох томах (1806—1811) і п'ятитомник «Загальна хімія для тих, хто навчає і вивчає». У 1809 році його обирають член-кореспондентом Санкт-Петербурзької академії наук.
Після переїзду до Дерпта (Тарту) він видав фізико-хімічну статтю «Darstellung der allgemeinen Chemie behufs seiner Vorlesunge».
Своє захоплення діяльністю Гізе висловлював інший науковець Харківського університету — Герман Лагермарк:
|  | Фердинанд Гізе був одним з видатних професорів Харківського університету. Володіючи великими знаннями не тільки у своїй спеціальності, а й у близьких до неї науках, він разом з тим мав широку філософську освіту. Ці якості у поєднанні зі щирою любов'ю до науки, з рідкісною працьовитістю та зі строгою науковою критикою зробили з нього великого вченого, ім'я якого було відомо і користувалося повагою далеко за межами Росії. Оригінальний текст (рос.) Фердинандъ Гизе былъ одинъ изъ выдающихся профессоровъ Харьковскаго университета. Обладая обширными познаніями не только въ своей спеціальности, но и въ близкихъ къ ней наукахъ, онъ вмѣстѣ съ тѣмъ имѣлъ широкое философское образованіе. Эти качества въ связи съ искреннею любовью къ наукѣ, съ рѣдкимъ трудолюбіемъ и съ строгой научной критикой сдѣлали изъ него крупнаго ученаго, имя котораго было извѣстно и пользовалось уваженіемъ далеко за предѣлами Россіи. |